# Degertjärnen, Norrbotten
Degertjärnen är en sjö i Kalix kommun i Norrbotten och ingår i Kalixälven-Töreälvens kustområde.